# Palotás
Palotás är en ort i Ungern.   Den ligger i provinsen Nógrád, i den centrala delen av landet, 50 km nordost om huvudstaden Budapest. Palotás ligger 154 meter över havet och antalet invånare är 1 662. Den ligger vid sjön Palotási-víztároló.
Terrängen runt Palotás är huvudsakligen platt, men österut är den kuperad. Runt Palotás är det ganska tätbefolkat, med 129 invånare per kvadratkilometer. Närmaste större samhälle är Hatvan, 15,7 km söder om Palotás. Trakten runt Palotás består till största delen av jordbruksmark.